# The Stress
«The Stress» (ザ・ストレス, Za Sutoresu) es una canción interpretada por la cantante japonesa Chisato Moritaka. Fue publicada el 25 de febrero de 1989 como el segundo y último sencillo de su tercer álbum de estudio Mite.

## Antecedentes
Durante un ensayo en medio de su primera gira nacional en 1988, Moritaka sufrió dolores abdominales y tuvo que ser hospitalizada durante una semana tras ser diagnosticada con enteritis aguda. Su médico le dijo que la inflamación se debía al estrés mental. Como resultado, la experiencia la inspiró a escribir «The Stress».

## Video musical
El videoclip presenta a Moritaka como una camarera que tiene que lidiar con todo tipo de clientes en un restaurante de ramen mientras visualiza su estrés como una entidad fantasmal que la observa. Desde el lanzamiento del video, el uniforme de camarera ha sido uno de sus disfraces regulares en sus presentaciones en vivo.

## Posicionamiento
| Gráfica (1989)               | Pico de posición |
| ---------------------------- | ---------------- |
| Japón (Oricon Singles Chart) | 19               |